# 舊北區理民府

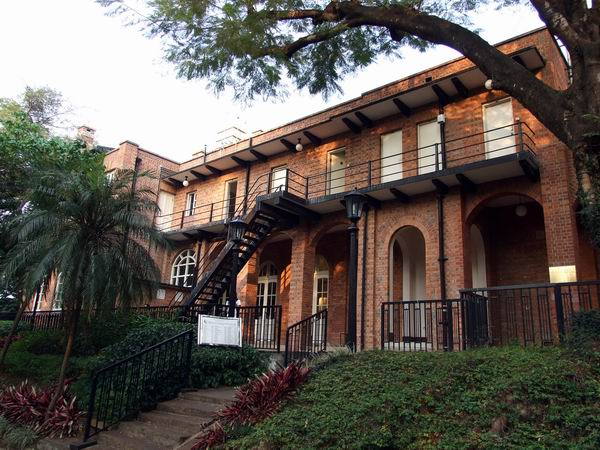
舊北區理民府

舊北區理民府（英語：Old District Office North）位於香港新界大埔運頭角里，是英國租借新界後興建的首幢民政大樓。於1981年11月13日被列入香港法定古蹟，1988年至2000年撥作環境保護署大埔區分處，2002年成為香港童軍總會新界東地域總部，並命名為羅定邦童軍中心（英語：Law Ting Pong Scout Centre）。
此理民府原為北約理民府所用，之後於1948年改由分拆後的大埔理民府繼續使用。1979年10月，北區理民府成立，但該府的辦公大樓設於此處而非其轄區（上水、粉嶺、沙頭角、打鼓嶺）內。原有的大埔理民府，則遷往新落成的大埔政府合署辦公。

## 歷史
1898年6月9日英國駐華公使竇納樂爵士（Claude MacDonald，1852-1915）與李鴻章在北京簽署《展拓香港界址專條》，於7月1日起將九龍半島、大嶼山等離島及大鵬灣水域租借給英國，為期99年。1899年4月17日香港政府在大埔旗桿山（Flagstaff Hill，現稱圓岡）舉行升旗禮，正式接收新界租地。
大埔是早期管治新界的中心，1901年設立「Land Office」（後稱大埔田土司署）。1905年為方便執行土地法例，將「District Land Office」分為兩個部門，其中之一為「Northern District」（北約理民府），座落大埔，管治新租地除新九龍及三個小島外的大部分地區。理民府的工作包括收稅、發牌、土地丈量、地區工程、司法仲裁、地方治安、排解糾紛、探測民情等；及後北約理民府分拆為大埔理民府及元朗理民府。
舊北區理民府約於1907年興建，辦理新界北部（荃灣以北）的行政及土地註冊工作。同時附設郵局（直到戰後重光）及裁判司法庭（直到1961年）。於1983年才停用作理民府的辦公大樓。

## 特色
舊北區理民府高踞山丘之上，原分為南北兩座單層的建築物，為適應潮濕炎熱的天氣，東西立面均建有寬敞的磚柱游廊及拱形門窗，整座以紅磚建成，是廿世紀初典型殖民地建築物。二次大戰後在中間加建連結兩座，並於北座加建多一層，整體上保持一貫古樸的外觀。在內曾放置一門小砲，移離後只餘空砲架。
另一大特色是此法定古蹟已經被香港童軍總會新界東地域使用。一年會開放幾天供市民參觀,但平日早上則有市民使用作晨運，大家互不打擾。 童軍總會表示為免影響運作而作出的保安措施，公眾人士只可於建築物圍欄外拍照及觀賞，倘學校及非牟利團體對舊北區理民府有興趣，可去函童軍總會申請參觀；過去一年，總會每星期平均安排一間學校到訪參觀，至於市民亦可以個人名義申請，惟批核與否則由總會作最後決定。

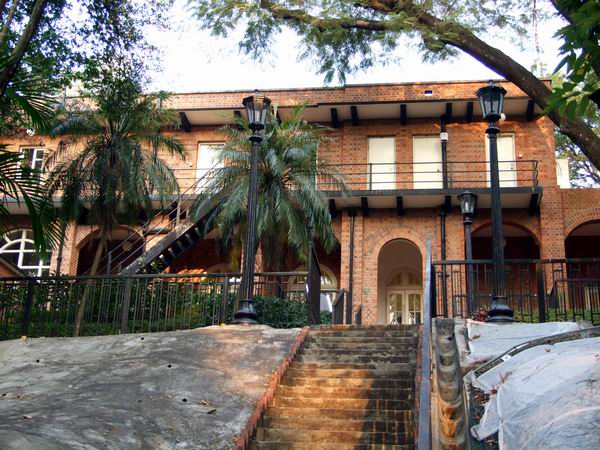
中間加建連結部分
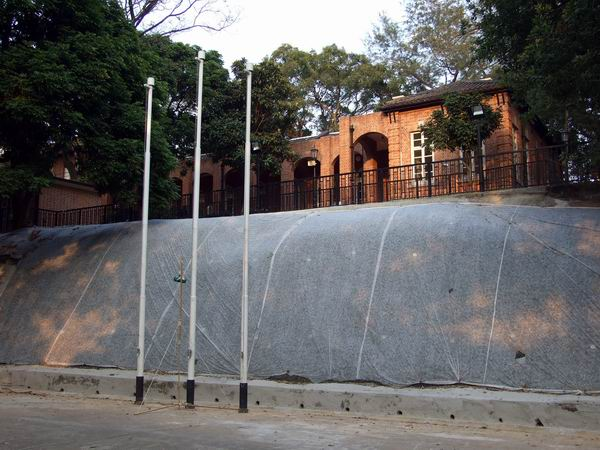
南座維持單層建築
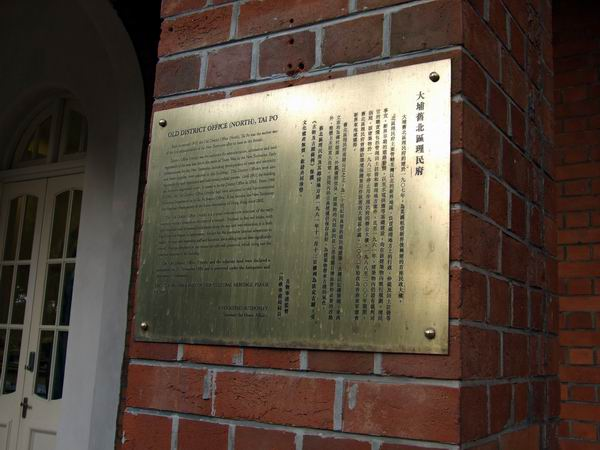
舊北區理民府介紹銅牌
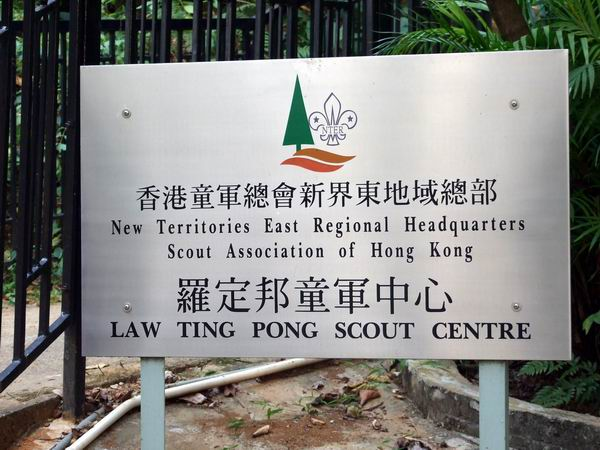
童軍新界東總部招牌
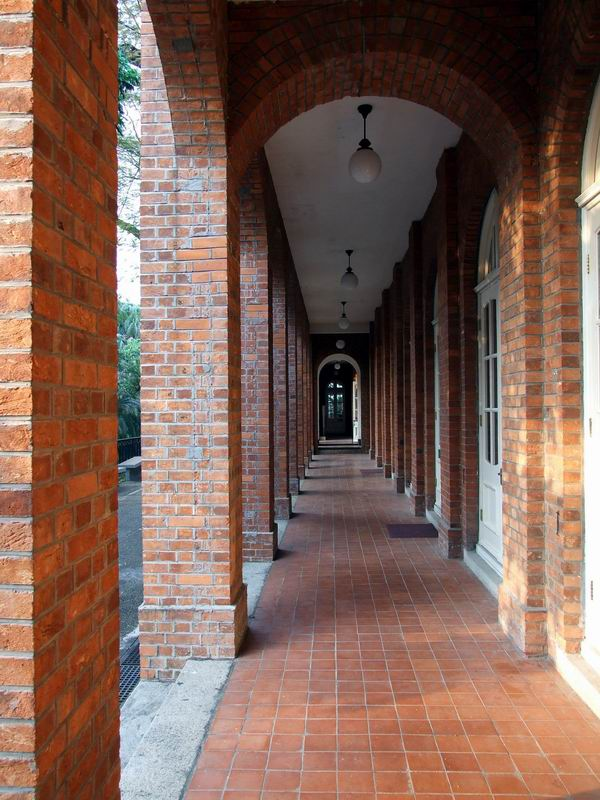
中座游廊
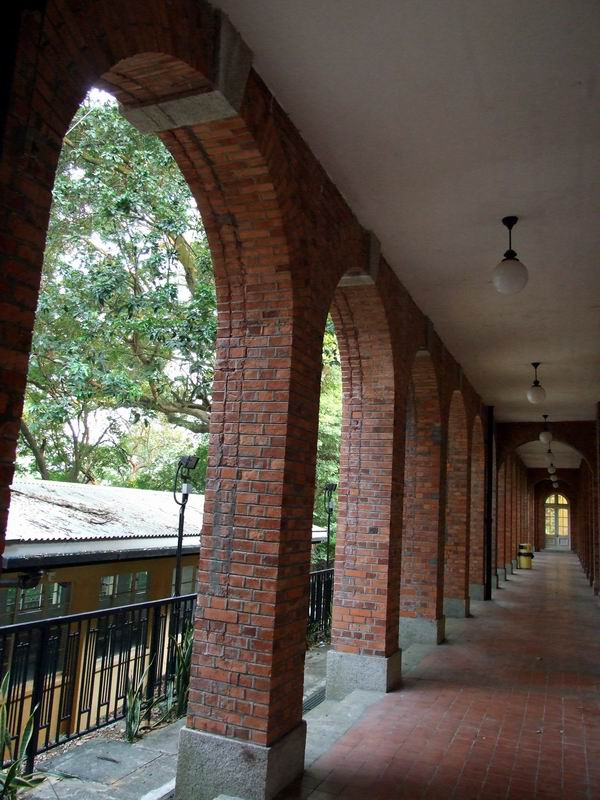
南座游廊
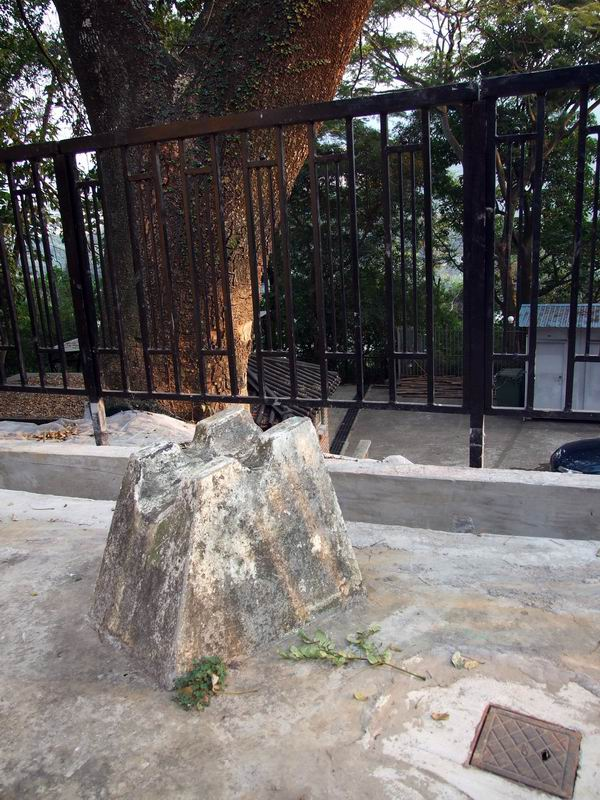
空砲架
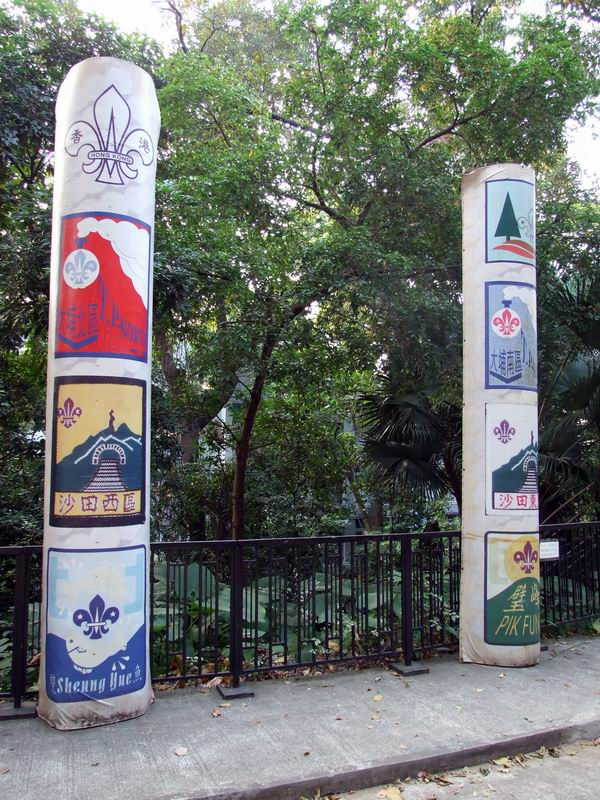
童軍新界東總部立柱

## 舊北區理民府職員宿舍
舊北區理民府職員宿舍位於大埔運頭角里20號，建於1921至1922年，於2022年3月10日被評定為為二級歷史建築，古跡編號N381。該建築物現時為康樂及文化事務署文化修復辦事處作貨倉用途。

## 參看
- 香港法定古蹟
- 香港童軍總會新界東地域

## 外部連結
- 香港法定古蹟：舊北區理民府
- 理民府舊址保安驅遊客 - 東方日報 （页面存档备份，存于）

22°26′45″N 114°10′14″E / 22.445706°N 114.170622°E